# Kodjo Balogou
Kodjo Balogou (ur. 17 listopada 1976) – piłkarz togijski grający na pozycji obrońcy.

## Kariera klubowa
W swojej karierze piłkarskiej Balogou grał w klubie Neuchâtel Xamax.

## Kariera reprezentacyjna
W 1998 roku Balogou został powołany do reprezentacji Togo na Puchar Narodów Afryki 1998. Był na nim rezerwowym zawodnikiem i nie rozegrał żadnego spotkania.